# Ivan Aleksandrovič Dekolong
Ivan Aleksandrovič Dekolong, indicato anche come Johann Clapier de Colong o de Colongue (in russo Иван Александрович Деколонг?; Mosca, settembre 1716 – San Pietroburgo, 1789), è stato un generale e nobile russo.

## Biografia
Membro della nobiltà livoniana, Ivan era discendente di immigrati francesi con antenati provenienti dall'Andalusia, in Spagna. Era figlio di Aleksandr Clapier de Colong e di sua moglie, Anna Sofia Caden. Nel 1733 intraprese la carriera militare e frequentò la scuola per ufficiali del genio militare, passando poi dal 1740 al 1744 all'accademia dei cadetti della nobiltà di San Pietroburgo da dove venne espulso "per cattiva salute ed incapacità di buoni profitti". Malgrado questo duro colpo, Decolong non si diede per vinto e continuò a servire il genio militare dell'esercito russo, partecipando attivamente alla costruzione delle fortezze sul confine del Caucaso settentrionale. Dal 1757 al 1763 prese parte alla guerra dei sette anni, ottenendo il grado di colonnello nel 1759 e quello di maggiore generale nel 1763. Dal 1768 al 1771 fu impegnato nella repressione della ribellione dei cosacchi e per decreto dell'imperatrice Caterina II del 30 maggio 1771 ottenne la nomina a comandante del corpo d'armata siberiano dell'esercito russo, unitamente al rango di tenente generale.
Dalla metà di ottobre del 1773, Dekolong venne inviato a reprimere la rivolta di Pugačëv nella provincia di Orenburg . All'inizio del gennaio del 1774, partì per la spedizione con due squadre (circa 1200 unità) diretto a Čeljabinsk, ma non riuscì ad avere la meglio contro i pugacheviti e venne costretto a lasciare la città ed a ritirarsi in Siberia. A febbraio e sino all'inizio di aprile di quello stesso anno, le sue truppe riuscirono a neutralizzare i punti della resistenza ribelle nella regione dei Transurali e della Siberia occidentale.
Dalla metà di aprile, Decolong condusse delle incursioni punitive contro i cosacchi ribelli nella parte orientale della provincia di Orenburg, ma preferì questa volta agire a modo proprio, lentamente e senza grande iniziativa, motivo per cui il collegio militare russo mise all'ordine del giorno la sua rimozione e sostituzione con un leader militare più energico. Solo dopo la sconfitta dell'armata di Pugačëv nella battaglia della fortezza di Troitskij del 21 maggio 1774, la sua reputazione militare fu in qualche modo rafforzata e rimase al suo posto.
Venne pensionato con decreto della zarina Caterina II il 28 maggio 1777. Morì nella sua abitazione a San Pietroburgo e venne sepolto a Ontika, nel Governatorato dell'Estonia.